# Lagenocarpus pendulus
Lagenocarpus pendulus är en halvgräsart som beskrevs av Tetsuo Michael Koyama. Lagenocarpus pendulus ingår i släktet Lagenocarpus och familjen halvgräs. Inga underarter finns listade i Catalogue of Life.